# Carex ternaria
Carex ternaria là một loài thực vật có hoa trong họ Cói. Loài này được G.Forst. mô tả khoa học đầu tiên năm 1786.